# Ковальчик, Марцин
Ма́рцин Кова́льчик (пол. Marcin Kowalczyk; 9 апреля 1985, Верушув, Лодзинское воеводство, Польша) — польский футболист, защитник.
Играет на позиции крайнего защитника (справа или слева), но при необходимости может сыграть и в центре обороны. Играл за польские клубы «Полония» (Кемпно), УКС СМС (Лодзь), ЛКС (Лодзь), «Сталь» (Гловно), ГКС (Белхатув).
В феврале 2008 года принял участие в товарищеском матче между ГКС и московским «Динамо», после которого бело-голубые предложили ему трёхлетний контракт. Сумма трансфера составила 800 тысяч евро. В 2013 году перешёл из «Шлёнска» в «Волгу» из Нижнего Новгорода с зарплатой 300 тысяч долларов в год. 11 января 2015 года Ковальчик стал игроком «Тосно».
Ковальчик выступал за различные юношеские сборные и молодёжную сборную Польши, провёл 8 матчей за сборную Польши.

## Достижения
- Бронзовый призёр чемпионата России: 2008
- Обладатель Суперкубка Польши: 2012
- Бронзовый призёр чемпионата Польши: 2013